# Агаев, Беюккиши Ага оглы
Беюккиши Ага оглы Агаев (азерб. Böyükkişi Ağa oğlu Ağayev; 1928—2018) — советский и азербайджанский медик, доктор медицинских наук, профессор, действительный член АН АзССР (1989; член-корреспондент с 1980). Заслуженный деятель науки и техники Азербайджанской ССР (1979).

## Биография
Родился 10 сентября 1928 года в Баку, Азербайджанской ССР. 
С 1944 по 1949 год обучался на лечебном факультете Азербайджанского государственного медицинского института. С 1954 по 1957 год обучался в аспирантуре 2-го ММИ по кафедре хирургии.
С 1950 по 1954 год на клинической работе в Сабирабадской районной больнице в качестве врача-хирурга. С 1958 по 1960 год на педагогической работе в Астраханском государственном медицинском институте в должности ассистента по кафедре хирургии. С 1960 по 1988 год на научно-исследовательской работе в НИИ рентгенологии, радиологии и онкологии на должностях: научный сотрудник и старший научный сотрудник и с 1967 года — заведующий отделом хирургии.
С 1968 года одновременно с научной занимался и педагогической работой в Азербайджанском государственном медицинском институте в качестве профессора  кафедры госпитальной хирургии, с 1973 по 2018 год — заведующий второй кафедрой хирургических болезней. С 1988 по 1999 год одновременно с педагогической работой являлся — директором НИИ гастроэнтерологии. С 1999 по 2018 год —  директор Научно-хирургического центра Министерства здравоохранения Азербайджана.

### Научно-педагогическая деятельность и вклад в науку
Основная научно-педагогическая деятельность Б. А. Агаева была связана с вопросами в области гастроэнтерологии и хирургии, занимался исследованиями в области проблем неотложной хирургии и хирургического лечения органов брюшной полости. Б. А. Агаев был организатором проведения трёх международных конгрессов гастроэнтерологов в Баку. Б. А. Агаев являлся — членом Всемирной организации гастроэнтерологов, председателем Общества хирургов Азербайджана и Республиканского фонда Милосердия. с 1996 года являлся — вице-президентом Евроазиатского международного общества гастроэнтерологов и хирургов, с 2005 года являлся организатором и главным редактором научного журнала «Хирургия». Помимо основной деятельности Б. А. Агаев являлся — депутатом Верховного Совета Азербайджана 12-го созыва.
В 1957 году защитил кандидатскую диссертацию, в 1966 году ему была присвоена учёная степень доктор медицинских наук. В 1968 году ВАК СССР ему было присвоено учёное звание профессор. В 1980 году он был избран член-корреспондентом, а с 1989 года — действительным членом Академии наук Азербайджанской ССР. Б. А. Агаевым было написано более четырёхсот научных работ, в том числе двенадцать монографий, под его руководством было защищено девять докторских и пятьдесят две кандидатских диссертаций.

## Награды и звания
- Орден «Шохрат» (1998)
- Заслуженный деятель науки Азербайджанской ССР (1979)[1][2]